# June Crespo Oyaga
June Crespo Oyaga (Pamplona, 1982) es una artista española.

## Biografía
June Crespo nació en Pamplona en 1982 y se licenció en Bellas Artes en la Universidad del País Vasco en 2005. Para su formación artística participó en 2005 en el Taller de práctica artística Lupa e Imán en San Sebastián y, al año siguiente, en KUB Kunsthaus de Bregenz, Austria. En 2008 entró en el programa de doctorado: Creación e Investigación en Arte en la UPV. En 2010 obtuvo una beca del Centro Cultural Montehermoso. En 2014 recibió una subvención para la creación y producción por el Gobierno Vasco. También en 2014  se formó en IASPIS, el programa International Artists Studio en Estocolmo y otros dos años, de 2015 a 2017, en la escuela de arte De Ateliers, en Ámsterdam, Holanda.
Trabaja la escultura, la litografía, el dibujo..., con materiales diversos como la tela, el hormigón, fibra de vidrio, escayola o cera. Sus obras forman parte de las colecciones del Museo Reina Sofía y del Museo Artium, entre otros.
Entre sus exposiciones individuales se encuentran Ser dos (2017), en la Galería Carreras Mugica, de Bilbao, y Chance Album n.º1, etHALL, en Barcelona. Ha participado también en exposiciones colectivas como Una dimensión ulterior, Museo Patio Herreriano, Valladolid en 2019, Querer Parecer Noche, CA2M, Madrid y internal view, galería Stereo, Varsovia, ambas en 2018, en 2017 en ...Ahí pero vacío, México DF. o Hitting it off, P-exclamation, New York en 2014.

## Obra

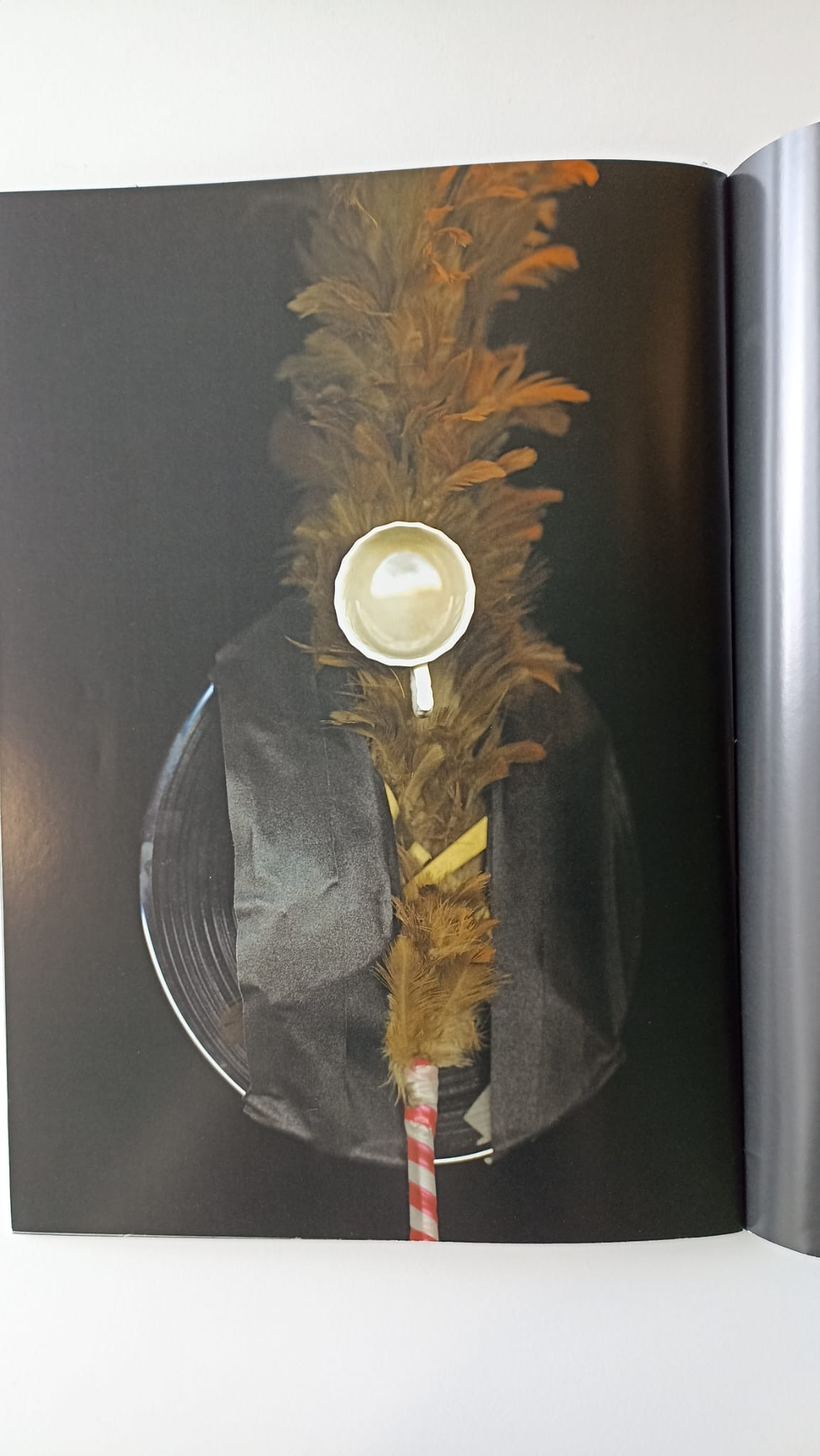
Escaneo de June Crespo, foto sacada de Helmets, de June Crespo

June Crespo trabaja la escultura entendida de una manera amplia, por lo que se mezcla con el uso de la imagen con una noción de Collage. Dado su interés por las artes gráficas, muchas veces a la escultura acompaña la imagen, con métodos como la fotografía sin cámara, es decir, el fotocopiado, el escaneo o los fotogramas.
Para ella, el arte y la escultura son una forma de relacionarse con el mundo. Su creación artística tiene unos fines de apropiación de los materiales para su recontextualización. Una manera de mirar los objetos como algo nuevo al juntarlos, desfamiliarizándolos, sacándolos de su contexto habitual creando así una sensación de extrañeza. Juega así con las posibilidades asociativas que tienen los objetos.  
Utiliza diferentes materiales como el hormigón, la resina, las telas, la fibra de vidrio, la escayola o la cera. Y mediante un proceso que concibe como una negociación entre objeto y sujeto, entre obra y autor genera finalmente la obra. Ha hablado en algunas ocasiones sobre ese proceso creativo abordándolo desde citas de obras de otros autores que se asemejan a su producción artística como Maite Garbayo, Elena Aitzkoa o Iñaki Imaz entre otros. 
El Museo de Arte Dos de Mayo de Móstoles planteó una sesión con June Crespo en la que se abordaban cuestiones de la escultura y su producción, en esta, Crespo trataba la producción escultórica entendiéndola como un diálogo con la obra, en la que el autor va a ciegas con el arte y trabaja desde la inmersión. Produciendo un arte que no es una proyección de una imagen final sino de encontrar lo que se quiere durante el proceso y no con anterioridad. Una forma de trabajar mediante la adición y la sustracción.
Su proceder a la hora de crear una obra está entre el Arte Encontrado (Object Trouvé) surrealista y la metodología de Bricoleur, es decir: obrar sin un plan previo y sin utilizar materias primas, sino ya elaboradas, con fragmentos de obras, sobras o trozos. Una producción propia de un tipo de arte contemporáneo y abstracto. 

## Exposiciones
Ha realizado exposiciones en su país de origen (España) y fuera de él en lugares como Nueva York, Bélgica, Porto, Turín, México o Buenos Aires.

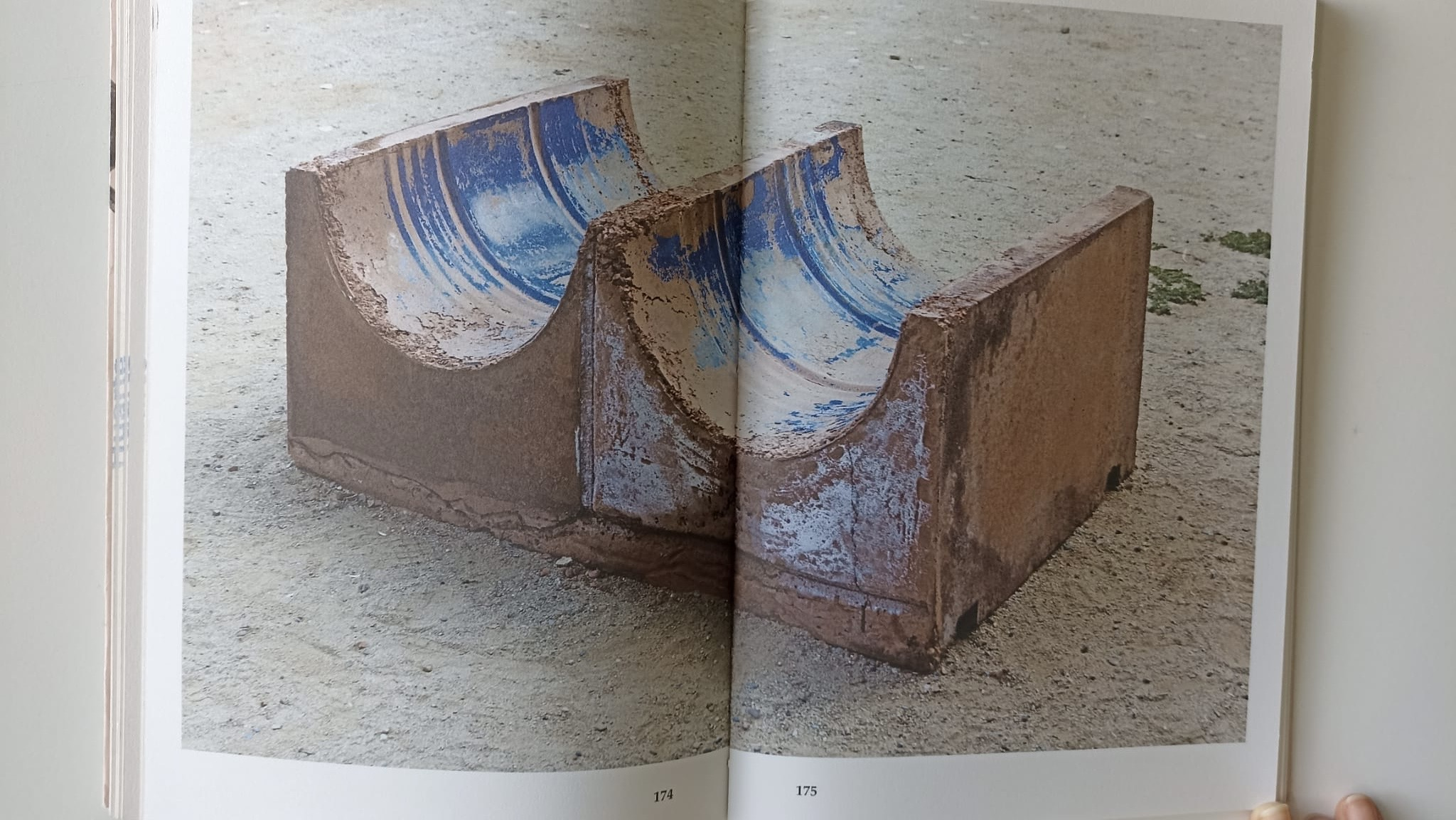
Módulo escultórico de hormigón de la exposición de 2022, CORE, Museo de Bellas Artes de Bilbao de June Crespo

Además de realizar exposiciones dentro de museos, realizó una exposición llamada CORE al lado del Museo de Bellas Artes de Bilbao en el año 2022. Esta exposición se encontraba al aire libre y estaba compuesta por módulos de hormigón de distintas formas. Se trataba de un intento de escultura interactiva en un espacio público. Los módulos estaban hechos en hormigón de cantera y de la fábrica de Cementos Lemona. Se inspiró en los apóstoles de Jorge Oteiza. Crespo participó en la fabricación del hormigón junto a la fábrica y realizó un video de esta experiencia de la mano de la cineasta Maddi Barber. La exposición se diferenciaba de otras en el hecho de que planteaba un estrechamiento simbólico entre lugar de conservación del arte y lugar del ciudadano. Convirtiéndose también la escultura en algo límite entre ser escultura y ser un lugar de juego, un parque o un objeto de mobiliario. Crespo creo unas formas modulares sencillas con la intención de ampliar sus posibilidades de uso, con vanos y zonas cóncavas que pudiesen acoger un cuerpo sentado o tumbado, en posiciones poco habituales en espacios comunes. La autora contemplaba dos usos distintos para estos módulos: uno contemplativo y otro activo, habiendo sido este último llevado a cabo sobre todo por niños, recorriendo los módulos e inventando juegos. 

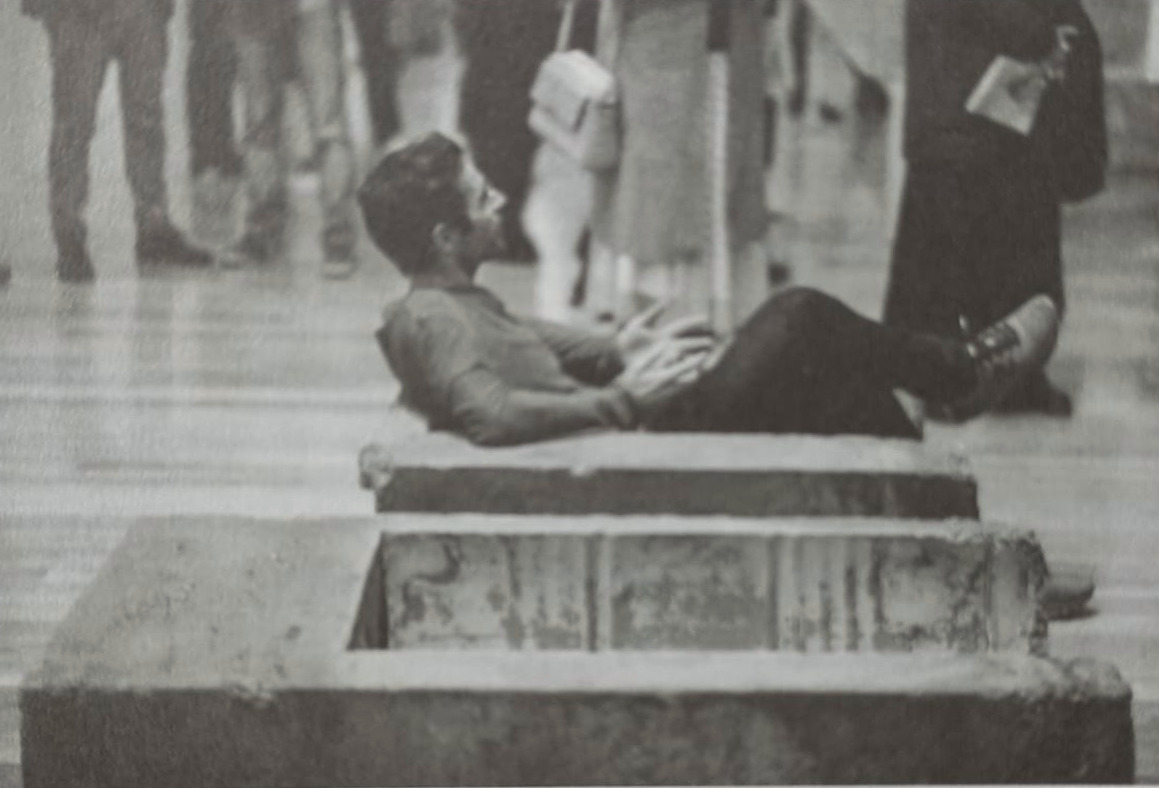
Formas de uso de la exposición CORE de June Crespo

Además de esta ha tenido más exposiciones en distintos museos de España y de fuera de ella como la exposición Reverse del programa Have A Window de Turín realizada en el 2013 o la exposición HELMETS en el Artium de Vitoria en 2020, entre otras. Además de participar en exposiciones colectivas como Líneas de Acción en México DF en 2014.

### Exposiciones individuales
- 2025 SOLAR Ehrhardt Flórez Gallery, Madrid
- 2024 VASCULAR Guggenheim Bilbao Museum[11]
- 2023 Vieron su casa hacerse campo, Centro de Arte 2 de Mayo, Madrid
- 2022 CORE, Museo de Bellas Artes de Bilbao
- 2020 HELMETS, Artium Centro-Museo Vasco de Arte Contemporáneo, Vitoria.[12]
- 2020 Voy, sí, Galería Heinrich Ehrhardt, Madrid.[13]
- 2019 No Osso, Certain Lack of Coherence, Porto.
- 2017 Ser dos, Galería CarrerasMugica, Bilbao.[4]
- 2016 Chance Album nº1, etHALL, Barcelona.[14]
- 2016 Kanala, programa Intertextual, MARCO, Vigo.
- 2015 Cosa y tú, Galería CarrerasMugica, Bilbao.
- 2013 Amatista, Sala Rekalde, Bilbao.
- 2013 Reverse programa Have A Window, Turín.
- 2011 El rayo verde, Vitoria.2010
- 2010 Sin título, Casa Torre de Ariz, Basauri.[15]

### Exposiciones colectivas
- 2014 Suturak, cerca de lo próximo, Museo San Telmo, San Sebastián.[2]
- 2014 Wild Things, Barcelona.
- 2014 First Thougth Best, Vitoria.
- 2014 Retroalimentación, Madrid.
- 2014 Pareidolia, Madrid.
- 2014 Hitting It Off, Nueva York.
- 2014 Líneas de Acción, México DF.
- 2013 1813, Asedio, incendio y reconstrucción de San Sebastián, San Sebastián.
- 2013 Quarter System, Pamplona.
- 2012 Pop Politics: Activismos a 33 revoluciones, Móstoles.
- 2012 Mitya, Pamplona.
- 2012 Esta puerta pide clavo, Gante, Bélgica.
- 2011 Plano, peso, punto y medida, Buenos Aires.
- 2010 Antes que todo, Móstoles.

## Premios
- Premio "Jóvenes artistas Pamplona" (2005)
- Premio Gure Artea (2013) otorgado por el Gobierno Vasco
- Premio Ojo Crítico de Artes Plásticas (2018)[16]
- Premio internacional de arte Fundación María José Jove (2019)[17]
- V Premio de Arte Catalina D'Anglade ARCO-Madrid (2022), por su obra "Cuando nuestros ojos se tocan" (2020)[18]
- Premio Matteo Visconti di Modrone, Milán, 2023[19]